# SaSa Testa
SaSa Testa (Buenos Aires, 11 de noviembre de 1985) es activista trans no binario que se define como una persona de género fluido, docente y escritor.
Actualmente trabaja en la gerencia de género, diversidad y derechos humanos del Banco de la Nación Argentina y como profesor universitario. Es doctorando en Ciencias Sociales (UBA) desarrolla su tesis doctoral desde el año 2019 en el Instituto de Investigaciones Gino Germani (Facultad Ciencias Sociales - UBA). SaSa también es autor de los libros: "Soy Sabrina, soy Santiago. Género fluido y nuevas identidades"y "La existencia de la Mocha Celis o la visibilidad en la invisibilidad educativa".

## Biografía
SaSa Testa nació el 11 de noviembre de 1985 en la ciudad autónoma de Buenos Aires y creció en la localidad de Villa Lugano. Se definió como una persona de género fluido a partir del reconocimiento de las identidades diversas que promueve la Ley de Identidad de Género Nº 26.743  sancionada en el año 2012.
Fue docente de lengua y literatura, en el nivel secundario durante 10 años (2009 - 2019). Decidió no ejercer más la docencia en ese ámbito debido a haber sufrido discriminación de parte de colegas y directivos, al haber iniciado su transición de género.
SaSa ha obtenido el título de profesor de castellano, literatura y latín y las especializaciones en Conducción de las Instituciones Educativas de Nivel Medio y Equivalentes y en Profesor Tutor por el Instituto Superior del Profesorado “Dr. Joaquín V. González”. Es también Magister en Estudios y Políticas de Género por la UNTREF, diplomado superior en formación política por CLACSO y doctorando en Ciencias Sociales en la UBA. Ingresó al CONICET con una beca doctoral en 2019, a la que renunció cuando comenzó a trabajar en el BNRA, y es actualmente de las pocas personas trans en ingresar y permanecer en sistemas académicos y casas de altos estudios.
En 2022 fue declarado Huésped de Honor de la Facultad de Derecho de la Universidad Nacional de Rosario.

## Trayectoria
SaSa transitó su formación académica de grado y especialización en el Instituto Superior Dr. Joaquín V . González. Allí estudió el profesorado de Castellano, Literatura y Latín que comenzó en 2008 y finalizó en el año 2013. En 2014, se convirtió en Especialista Superior en Conducción de las Instituciones Educativas de Nivel Medio y Equivalentes, y en 2015 en especialista superior en profesor tutor y profesor de castellano y literatura.
En 2016 recibió una mención del Ministerio de Educación de la Ciudad de Buenos Aires por su colaboración en el proyecto “Taller de subtitulado multimedial”, ganador del premio Comunidad a la Educación de ese mismo año.
Comenzó sus estudios de Magister en Estudios y Políticas de Género (UNTREF) en 2017. En mayo del 2020, defendió de manera virtual su tesis y se convirtió en la primera persona egresada de esta maestría. En su tesis, titulada "Jaque al rey o de cómo los drag kigns destronaron al patriarcado: la invisibilidad de la performance drag King y su relación con el cuestionamiento a la performatividad hegemónica de la masculinidad", se preguntó por qué las performances drag king parecieran tener menos visibilidad que las performances drag queen, en la escena cultural de la ciudad de Buenos Aires entre 2006 y 2019. En el transcurso de su tesis de maestría asesoró y analizó la obra Petróleo que retrata la convivencia en un yacimiento petrolero de la Patagonia de cuatro hombres, interpretados por cuatro actrices mujeres.
En 2021, colaboró en la asesoría y redacción del Proyecto de Ley “Ejercicio del derecho a la utilización del lenguaje inclusivo”, junto con las doctoras Mara Glozman y Guadalupe Maradei, que fue impulsado por la diputada nacional Mónica Macha.
Como activista trans no binarie lucha por el reconocimiento de la identidad de género. En este marco, fue invitado al Museo del Bicentenario, a la presentación oficial del Decreto 476/21 que incorporó la posibilidad de optar por la nomenclatura “X” en el DNI y el pasaporte, sancionado por el presidente Alberto Fernández.
Es miembro del proyecto “Identidades informadas” de la Fundación FUNDAR, desde 2022 y capacita en cuestiones de género a diversos organismos tanto públicos como privados. Publicó libros y artículos enfocados en cuestiones de género, tanto a nivel nacional como internacional. Es voluntario en cascos blancos Argentina desde 2021. Como investigador, sus temas se centran en géneros, diversidades y sexualidades.
Actualmente coordina el área de Diversidad del Centro Metropolitano de Estudios Sociales (CEMES). Desde 2019 es docente en la UBA y trabaja en la Gerencia de Género, Diversidad y DDHH del Banco de la Nación Argentina.

## Publicaciones
Es autor de los libros:
- La existencia de la Mocha Celis o la visibilidad en la invisibilidad educativa (2016, La mariposa y la iguana).[5][19]ISBN 9789873808289

- Soy Sabrina soy Santiago. Género fluido y nuevas identidades (Ariel, 2018).[20][19] Es una autobiografía narrada en posteos, en las que relata distintos momentos de su vida, la relación con su padre y con su madre, las dudas e inquietudes que lo atravesaron durante su autodescubrimiento.[21] ISBN 9789873804809

Compiló: Cuerpxs en fuga. Las praxis de la insumisión (2018, Espacio Hudson).
Es autor de los siguietnes capítulos, artículos y ensayos:
| Título del capítulo | Año de publicación | Publicación en la que se encuentra                                                                | ISSN o ISBN       |
| --- | ------------------ | ------------------------------------------------------------------------------------------------- | ----------------- |
| El sexo (a veces) es el espanto tecnologías del yo, sexo y política en Grecia y Roma                                                                     | 2017               | Revista Código y frontera                                                                         | 2591-4723         |
| Un trasheo emputecido y lleno de barro: Perlongher y su lengua loca (o su loca lengua)                                                                   | 2018               | Revista de Estudos de Gestão, Informação e Tecnologia (REGIT)                                     | 2359-1145         |
| La escena más allá de la escena. Intuiciones introductorias sobre la construcción de las escenas culturales transfeministas en la Ciudad de Buenos Aires | 2021               | Feminismos: documentos de trabajo sobre problemáticas comunes en AMBA                             | 2718-6504         |
| La masculinidad, ese fósil: una mirada sobre Petróleo de Piel de lava                                                                                    | 2021               | La masculinidad incomodada                                                                        | 978-987-7024-30-2 |
| Educación Sexual…¿Integral? Algunos interrogantes en torno al texto de la Ley de ESI                                                                     | 2021               | Educación por la desobediencia sexo-genérica                                                      | 978-987-558-757-1 |
| Memorias de dragueo: o de cómo me convertí en el hombre de mis sueños                                                                                    | 2022               | Espejos y contraespejos. Trazos biográficos, diversidad sexual y arte en Hispanoamérica y España. | 978-84-18501-08-1 |